# 5 Years of Oi!, Sweat & Beers!
5 Years of Oi!, Sweat & Beers! är ett samlingsalbum av det brittiska oi!-/streetpunk-bandet Gundog, utgivet på CD av det tyska skivbolaget Bandworm Records 2003. Skivan inkluderar låtar från bandets samtliga tidigare alster.

## Låtlista
1. "Middle of Nowhere"
2. "Streets of London"
3. "Bouncer"
4. "Life's Hard"
5. "Theory"
6. "Memories"
7. "Bring It Back"
8. "Our Jury"
9. "Boots"
10. "Done & Dusted"
11. "G-Man"
12. "Week-End"
13. "Paint"
14. "West-London"
15. "Memoires D'Un Skin"
16. "Loyalty"
17. "Our Mates"
18. "Power"
19. "Bouncer"
20. "Paint"
21. "Fatty's Stroll"

### Fotnoter
1. ↑  ”5 Years of Oi!, Sweat & Beers!”. Discogs.com. http://www.discogs.com/Gundog-5-Years-Of-Oi-Sweat-Beers/release/2000555. Läst 13 april 2012.